# شکلات ترافل
شاه‌شکلات یا شکلات ترافِل (به انگلیسی: Chocolate truffle) نوعی شکلات از شیرینی‌جات بسیار گران است. برای درست کردن این شکلات، گاناش شکلاتی در مرکز قرار داده شده و با پودر کاکائو معمولاً در شکل کروی، مخروطی و منحنی ساخته و تشکیل می‌شود. همچنین خامه، شکلات مذاب، کارامل، آجیل، بادام، انواع توت‌ها، و سایر میوه‌های شیرین، نان بادامی، تافی، نعناع، چیپس شکلاتی، برای پر کردن شکلات، ممکن است جایگزین گاناش شکلاتی شود. این شکلات برای اولین بار در دسامبر ۱۸۹۵ در شامبری فرانسه ساخته شد. از شناخته‌شده‌ترین و اصلی‌ترین انواع این شکلات، می‌توان به (شکلات ترافل آمریکا، سوئیس و اروپایی) نام برد.